# Об убийстве Эратосфена
«Речь об убийстве Эратосфена» — судебная речь, написанная древнегреческим оратором Лисием и произнесённая афинянином Эвфилетом, стремившимся доказать, что совершённое им убийство Эратосфена, любовника его жены, было оправданным. Текст речи полностью сохранился. Дело рассматривалось, по одной из версий, вскоре после 403 года до н. э. Об исходе дела ничего не известно, но большинство исследователей полагает, что Эвфилет был оправдан. Существует мнение, что речь была написана как риторическое упражнение, а описанные в ней события никогда не происходили.

## Содержание
Речь написана от лица Эвфилета — жителя Афин, убившего в своём доме некоего Эратосфена. Обвинители утверждали, что убийство было умышленным и что Эратосфена либо заманили в дом Эвфилета обманом, либо затащили туда силой. Обвиняемый же настаивает на том, что действовал в соответствии с одним из постановлений Ареопага, разрешающим убить любовника жены, если он застигнут на месте прелюбодеяния.
Эвфилет подробно рассказывает о своём браке. Он женился за несколько лет до написания речи, а потом стал отцом ребёнка. Его семейная жизнь была вполне благополучной; супруга, имя которой остаётся неизвестным, пользовалась его доверием и прекрасно справлялась с домашними делами. «Она была лучшей женой в мире, — рассказывает Лисий устами Эвфилета, — отличная, экономная хозяйка, расчётливо управлявшая всем домом».
Всё изменилось после смерти матери Эвфилета. Идя в похоронной процессии, женщина попалась на глаза Эратосфену. Тот начал делать ей откровенные предложения через рабыню-служанку и в конце концов «довёл её до несчастия», то есть склонил к супружеской измене. Встречи происходили прямо в доме Эвфилета: оставляя мужа на втором этаже, женщина под предлогом кормления ребёнка спускалась на первый этаж, где её ждал любовник. Обманутый супруг позже вспоминал, что однажды супруга заперла его в спальне на всю ночь «как бы в шутку»; наутро Эвфилет спросил у неё, почему ночью скрипели двери, но она ответила, что ей пришлось сходить к соседям и попросить огня. Лицо у женщины было набелено, хотя она должна была носить траур по недавно умершему брату, но даже увидев это, Эвфилет ничего не заподозрил. «Дело шло долго таким образом, — признаётся он судьям, — и мне никогда не приходило в голову подозрение: напротив, я был настолько глуп, что считал свою жену самой честной женщиной в городе».
Прежняя возлюбленная Эратосфена из ревности решила раскрыть Эвфилету глаза. Подосланная ею старуха обо всём рассказала и посоветовала подвергнуть пыткам служанку, чтобы получить подтверждение. Эвфилет, вспомнив историю с ночным скрипом дверей и белилами на лице жены, поверил старухе; в тот же день он увёл служанку в дом одного из друзей, а там пригрозил ей поркой и ссылкой на тяжёлые работы, если она продолжит лгать. Служанка призналась, что хозяйка принимает любовника. Эвфилет пообещал ей пощаду, если она поможет поймать прелюбодея с поличным, и получил согласие. Когда Эратосфен в очередной раз пришёл к любовнице, служанка предупредила Эвфилета. Тот незаметно вышел из дома, собрал нескольких друзей, которые должны были сыграть роль свидетелей, и с ними вернулся. Жену и любовника Эвфилет застал прямо в постели; Эратосфен, увидев его, вскочил и предположительно бросился к очагу (самому священному месту в доме), чтобы просить пощады, но Эвфилет сбил его с ног ударом кулака, связал и начал допрашивать. «Он вину свою признал, но только слёзно молил не убивать его, а взять с него деньги». Хозяин дома отказался брать возмещение и убил Эратосфена на месте.
Автор речи постарался показать, что убийство было незапланированным. Эвфилет рассказывает, что накануне этого события пригласил на ужин друга, хотя это могло спугнуть Эратосфена; он не подобрал заранее свидетелей и начал обходить друзей, только узнав от служанки, что его жена уже с любовником (и многих друзей не застал дома); наконец, он не приглашал Эратосфена к себе в дом и не отдавал служанке никаких приказов на этот счёт. Эвфилет отмёл и заявление обвинителей о том, что Эратосфен успел «прибегнуть к очагу». «Да и как он мог прибегнуть к нему, — риторически спрашивает подсудимый, — когда он ещё в спальне, как только я его ударил, тотчас же упал, когда я скрутил ему руки назад, и когда в доме было столько людей, через которых он не мог пробиться, не имея ни ножа, ни палки, словом сказать, ничего, чем бы он мог обороняться от вошедших?».
Ещё один аргумент Лисия и Эвфилета — отсутствие альтернативного мотива для убийства. Обвиняемый подчёркивает, что у него не было никаких личных конфликтов с Эратосфеном: «Он не пытался оклеветать меня, обвиняя в преступлении против государства, и не добивался моего изгнания из отечества. Он не судился со мной по частному делу. Он не знал за мной никаких преступлений, и мне не было нужды убивать его, чтобы избежать разоблачения. И не потому я сделал, что мне обещали за это заплатить. Не было между нами ни перебранки, ни пьяной драки, ни какой другой ссоры, потому что до той ночи я этого человека и в глаза не видал». Возможно, последнее утверждение всё-таки не соответствует действительности: практически все граждане Афин знали друг друга в лицо.

## История текста
События, о которых говорится в речи, не упоминаются в других сохранившихся источниках. Соответственно нет никаких датировок: если Эратосфен — один из «тридцати тиранов», речь могла быть написана и произнесена вскоре после 403 года до н. э. Неясен и исход судебного процесса. Эвфилет, судя по тексту речи, был уверен, что его оправдают. Советский антиковед Б. Гиленсон уверенно пишет, что присяжные действительно вынесли оправдательный приговор, современная российская исследовательница О. Александрова считает такой исход наиболее вероятным.
Речь об убийстве Эратосфена стала одной из 34 речей Лисия, текст которых полностью сохранился. Во всех изданиях она публикуется, по сложившейся традиции, под первым номером.

## Оценки учёных
Исследователи констатируют, что Лисий в речи, написанной для Эвфилета, смог достаточно убедительно обрисовать характер говорящего — простого крестьянина, человека простодушного, но сурового. Оратор использовал стандартные образы аттической комедии об обманутом муже (старом и до определённого момента доверчивом), молодой и похотливой жене и её коварном любовнике. Расхожими мотивами для греческих комедиографов были к тому же знакомство женщины с будущим любовником на какой-либо церемонии или религиозном празднестве и допрос лживой служанки; учёные даже нашли текстовые параллели в речи Лисия и «Повести о любви Херея и Каллирои» Харитона Афродисийского.
В связи с этими особенностями появилась гипотеза, что Эвфилет никогда не существовал: речь в его защиту рассказывает о вымышленной ситуации и, соответственно, не произносилась в суде. По мнению итальянского антиковеда П. А. Перотти, Лисий создал аллегорическое описание борьбы демократии с олигархией в Афинах; Эвфилет олицетворяет полис, Эратосфен — олигархию, а жена Эвфилета — демократический строй. Британский учёный Дж. Портер предположил, что речь — литературное упражнение, с помощью которого Лисий хотел продемонстрировать своё мастерство потенциальным заказчикам. Доказывая это, Портер отмечает, что имя Эвфилет означает «возлюбленный», а Эратосфен переводится «энергичный в любви». К тому же оратор уделяет слишком много внимания описанию событий, но не заботится об аргументах и о вызове свидетелей. Последних всего двое, причём в их числе нет служанки, чьи показания могли иметь ключевое значение. Речь совсем короткая, в ней нет информации о важных фигурантах дела (например, не названы даже имена жены и тёщи Эвфилета), практически ничего не сообщается ни о заслугах подсудимого, ни об аморальном поведении убитого, а это нехарактерно для афинских судебных речей.
Противники этой гипотезы считают, что «говорящие» имена — простое совпадение. Краткость и безыскусность речи могла быть связана с ограниченными способностями Эвфилета, которому было бы трудно выучить более длинный и сложный текст. О заслугах подсудимого ничего не сообщается, потому что их не было, а Эратосфен получает отрицательную характеристику благодаря рассказу о совращении жены Эвфилета. В вызове служанки в суд подсудимый, возможно, не был заинтересован, так как её следовало допрашивать под пыткой; Эвфилет, человек небогатый, мог в результате потерять одну из всего двух своих рабынь. Наконец, у Лисия есть заметно более длинная речь, при произнесении которой вызываются всего двое свидетелей.
Существует мнение, что Лисий специально добивался сходства Эвфилета с персонажами комедий, чтобы сделать его историю более понятной и близкой присяжным и зрителям. Комический жанр был в те времена достаточно популярен, и свободные граждане Афин свободно владели материалом. Правда, специалисты прослеживают сходство речи главным образом с новоаттической комедией и мимами, расцвет которых датирован более поздней эпохой; поэтому О. Александрова предположила, что здесь было скорее обратное влияние.
Речь Лисия в защиту Эвфилета стала важным источником для изучения быта афинян V века до н. э. В частности, антиковед Г. Морган посвятил отдельную статью дому Евфилета, который достаточно подробно описывается оратором.